# Demonax maximus
Demonax maximus là một loài bọ cánh cứng trong họ Cerambycidae.